# Kabinett Musa Aman (12. Legislaturperiode)
Das Kabinett Musa Aman enthält die Ministerien der Landesregierung der 12. Legislaturperiode im malaysischen Bundesstaat Sabah nach den Wahlen im Mai 2013. Ministerpräsident Musa Aman leitet seit 2003 die Regierung.
| Name des Ministeriums (malaiische Sprache)                       | Name des Ministeriums (englische Sprache)                   | deutsche Übersetzung (nicht verbindlich)                   | amtierender Minister (Stand September 2013)      |
| ---------------------------------------------------------------- | ----------------------------------------------------------- | ---------------------------------------------------------- | ------------------------------------------------ |
| Jabatan Ketua Menteri Sabah                                      | Chief Minister’s Department                                 |                                                            | Musa Hj. Aman Teo Chee Kang                      |
| Kementerian Kewangan Negeri Sabah                                | Ministry of Finance                                         | Finanzministerium                                          | Musa Hj. Aman                                    |
| Kementerian Pembangunan Luar Bandar Sabah                        | Ministry of Rural Development                               | Ministerium für ländliche Entwicklung                      | Radin Malleh                                     |
| Kementerian Pelancongan, Kebudayaan dan Alam Sekitar             | Ministry of Tourism, Culture & Environment                  | Ministerium für Tourismus, Kultur und Umwelt               | Haji Masidi Manjun                               |
| Kementerian Pembangungan Masyarakat Dan Hal Ehwal Pengguna Sabah | Ministry of Community Development & Consumer Affairs        | Ministerium für Gemeinwesen und Verbraucherangelegenheiten | Hajah Jainab Datuk Seri Panglima Haji Ahmad Ayid |
| Kementerian Pembangungan Infrastruktur Sabah                     | Ministry of Infrastructure Development                      | Ministerium für Infrastrukturentwicklung                   | Joseph Pairin Kitingan                           |
| Kementerian Pertanian dan Industri Makanan                       | Ministry of Agriculture & Food Industry                     | Ministerium für Landwirtschaft und Nahrungsmittelindustrie | Haji Yahya Hussin                                |
| Kementerian Kerajaan Tempatan Dan Perumahan Sabah                | Ministry of Local Government & Housing                      | Ministerium für Kommunale Verwaltung und Wohnungswesen     | Haji Hajiji Haji Noor                            |
| Kementerian Pembangunan Perindustrian                            | Ministry of Industrial Development                          | Ministerium für Industrielle Entwicklung                   | Raymond Tan Shu Kiah                             |
| Kementerian Belia Dan Sukan Sabah                                | Ministry of Youth & Sports                                  | Ministerium für Jugend und Sport                           | Haji Tawfiq bin Datuk Haji Abu Bakar Titingan    |
| Kementerian Pembangungan Sumber Dan Kemajuan Teknologi Maklumat  | Ministry of Ressource Development & Information Technologie | Ministerium für Arbeit und Informationstechnologie         | Siringan Gubat                                   |